# Trichoura pardeos
Trichoura pardeos — вид двокрилих комах з родини ктирів (Asilidae).

## Поширення
Ендемік Південно-Африканської Республіки. Відомий лише у типовому місцезнаходженні — вздовж берега річки Оранжева у заповіднику Тірберг на північному заході Північно-Капської провінції. Трапляється у посушливому регіоні з численними сукулентами.

## Опис
Комаха забарвлена в червоно-коричневий колір з сріблястими, білими і жовтими плямами.